# Denethor
Denethor je izmišljen lik iz Tolkienove mitologije, serije knjig o Srednjem svetu britanskega pisatelja J. R. R. Tolkiena.
Bil je vilin, Lenwëjev sin, ki je vodil del svojih ljudi preko Sinjega pogorja v Beleriand. Tam so se naselili v deželi Ossiriand in jo preimenovali v Lindon, Denthor pa je postal njihov kralj. Imenovali so se Laiquendiji oz. zeleni vilini. Denethor je umrl, ko jih je del Morgothove vojske napadel in pregnal do Amon Ereba.  